# Буке де ла Грийе, Анатоль
Анато́ль Буке́ де ла Грийе́ (фр. Anatole Bouquet de La Grye, 1827—1909) — французский инженер-гидротехник, географ и астроном.

## Биография
Анатоль Буке де ла Грийе окончил в 1847 году Политехническую школу в Париже по специальности «гидрография», в 1850 году получил степень инженера 1-го класса. Первыми его работами было обследование побережья острова Эльба, Тосканы и Атлантической Луары. В 1853 году он был направлен в Новую Каледонию для уточнения границ островов, где подготовил 14 подробных карт. В 1861 году был направлен в Александрию (Египет) для топосъёмки местности.
В 1876 году Буке де ла Грийе после изучения Приморской Шаранты представил проект создания нового морского порта в Ла-Рошель, к западу от города, в настоящее время — большой морской порт Ла Рошель. Его предложение было одобрено 5 июля 1879 года, закон, разрешающий создание порта, был принят 2 апреля 1880 года, а новый порт был торжественно открыт 19 августа 1890 года. В 1884 году он был избран членом Французской академии наук, а в 1902 году — её президентом. В 1891 году был назначен руководителем национальной гидрографической службы, в 1892—1893 годах был президентом Французского астрономического общества.
Умер в Париже, по некоторым данным, был похоронен в коммуне Барре-Бюссоль, департамент Алье, но документальных подтверждений этому не найдено.
Его брат Амеде Буке де ла Грийе (1825—1905) работал специалистом-лесоводом в Индии.

## Публикации
- Notice sur les travaux scientifiques de M. Bouquet de la Grye, Paris 1873.
- Liste des publications, mémoires, instruments et cartes dus à M. Bouquet de la Grye, Paris 1879.

## Память
В честь Анатоля Буке де ла Грийе названы:
- набережная в большом морском порту Ла Рошель;
- улица в Нумеа (столица Новой Каледонии);
- полуостров на острове Гранд-Тер (Кергелен) — главном острове архипелага Кергелен.